# Ron Leibman
Ron Leibman (Nova Iorque, 11 de outubro de 1937 – Nova Iorque, 6 de dezembro de 2019) foi um ator norte-americano.
Foi ganhador do Emmy de melhor ator  de 1979 pela atuação na série Kaz (produzida pela CBS de 10 de setembro de 1978 a 22 de abril de 1979) e recebeu um Tony Award de melhor ator de 1993 pela peça Angels in America: A Gay Fantasia on National Themes. Neste mesma peça, também ganhou o "Drama Desk Award" de 1993 como melhor ator.
No cinema, foi um dos protagonistas do filme Norma Rae de 1979, quando atuou no papel do sindicalista Reuben Warshowsky.  Entre os inúmeros filmes em que participou, estão Slaughterhouse Five de 1972, Zorro, The Gay Blade de 1981 e Garden State de 2004. 
Na televisão, atuou em várias séries, desde o seu primeiro trabalho em The Edge of Night de 1956, como em Lei & Ordem, Família Soprano, Archer, Friends, entre outras.
Leibman morreu no dia 6 de dezembro de 2019 aos 82 anos.